# Tove Fergo
Tove Fergo, född Andersen 24 september 1946 i Köpenhamn, död 4 oktober 2015, var en dansk präst och politiker. Hon var sockenpräst vid Simon Peters Kirke på Amager sedan 1973. Hon var medlem i det liberala partiet Venstre och var Danmarks kyrkominister 2001–2005.

## Biografi
Tove Fergo gick på Jagtvejens Skole i Nørrebro som ung. 1965 blev hon student vid Københavns studenterkursus i Köpenhamn. Hon utbildade sig sedan till präst och tog en Cand.theol. från Köpenhamns universitet 1972. Tove Fergo var Venstres kandidat i Rådhuskredsen 1988–90 och i Gentofte- och Hellerupkredsene från 1990. Hon var medlem i Folketinget 1994–2005.
Tove Fergo var gift med prästen Peter Fergo, med vilken hon fick tre barn. Han utövar sitt prästämbete vid Allehelgens Kirke på Amager.

## Perioden 1994–2001
I maj 2001 kritiserade bland andra Tove Fergo utrikesministeriet för att Danmark, i samband med bistånd till u-länder, inte dokumenterade och agerade mot de hot mot religionsfriheten som förekom i de länder som mottog danskt bistånd. Fergo uttryckte sig enligt följande: "Utan religionsfrihet är det ingen demokrati. Religionsfrihet är en del av de mänskliga rättigheterna och en viktig indikator för, hur det står till med demokratin i de länder, som Danmark stöder. Därför bör frågan tas upp som en fast del av förhandlingarna om bistånden med de berörda ländernas regeringar, så att det kan läggas press på dem för att förbättra förhållandena." Detta uttalande gjorde Fergo efter att utrikesministeriet hade publicerat en översikt över förhållandena i de 24 länder som Danmark gav bistånd till. Denna översikt blev dock inte satt i verket förrän Fergo i februari samma år hade ställt frågor om religionsfriheten i de berörda länderna och om vilka initiativ Danmark skulle ta för att förbättra förhållandena i dessa länder.

## Fergo som kyrkominister
Efter att Anders Fogh Rasmussen bildade koalitionsregering mellan Venstre och Konservative Folkeparti 2001, utsågs Tove Fergo till kyrkominister och hon tillträdde posten den 27 november 2001. Det påstods dock att Fergo inte stod högst upp på den blivande statsministerns "lista" över potentiella kyrkoministrar.
Fergos tid som Danmarks kyrkominister kännetecknades av många konflikter mellan henne och bland andra biskopar, präster, prästföreningar och församlingsråd. Bland de första dispyterna var när Fergo hade avvisat tio års arbete med en ny psalmbok, vilket hon gjorde endast några timmar efter att hon utsetts till minister. Hon motiverade detta i ett pressmeddelande med att den tillsatta psalmbokskommissionen (da: salmebogskommissionen) hade avlägsnat många äldre och av folket populära psalmer, samt att den i sitt förslag hade ändrat för mycket i psalmernas ordalydelse. Hon ifrågasatte också om det var värt pengarna att byta ut psalmböckerna. Detta väckte starka reaktioner, bland annat från hennes föregångare Torben Rechendorff (Konservative Folkeparti), som menade att om Fergo nekar att auktorisera den nya psalmboken så kan det kosta henne ämbetet som kyrkominister. Anders Gadegaard, domprost i Köpenhamn, ansåg att utnämnandet av Fergo som kyrkominister gav upphov till en kollisionskurs mellan stat och kyrka och kallade Fergo för "påve".  
En annan konflikt med Köpenhamns biskopar gick ut på att Fergo motsatte sig att präster skulle ha som sin plikt att räkna antalet deltagare vid gudstjänster. Detta var en strid hon hade tagit redan innan hon blev minister, då hon inte heller fick något stöd från den dåvarande kyrkoministern, Johannes Lebech (Radikale Venstre). Väl som minister drev Fergo på att den s.k. "kyrkoräkningen" skulle vara frivillig.
År 2002 avvisade Fergo ett krav om att Folkekirken inte längre skulle ha monopol inom folkbokföringen. Kravet hade ställts av ett antal föräldrar som motsatte sig att behöva skicka namnattesterna och födelsebevisen till de lokala kyrkokontoren. De krävde valfrihet och hänvisade till Sønderjyllands amt, där man av historiska orsaker har möjligheten att välja mellan att registrera sig hos offentliga myndigheter eller i kyrkokontoren. Fergo avvisade kravet och kallade det "historielöst" och hänvisade till att Folkekirken hade haft denna uppgift sedan århundraden tillbaka och att detta inte skulle ändras på.